# Dalius Rasikevičius
Dalius Rasikevičius (* 10. Januar 1976 in Pasvalys, Litauische SSR) ist ein ehemaliger litauischer Handballspieler, der dem Kader der litauischen Nationalmannschaft angehörte.
Rasikevičius lief in seiner Karriere zunächst für Granitas Kaunas auf, ehe er 1999 nach Kroatien zum RK Zagreb wechselte. Nach einer Station bei Haukar Hafnarfjörður in Island kehrte er im Februar 2004 nach Zagreb zurück. In der Schweiz war er ab Oktober 2005 für den TSV St. Otmar St. Gallen aktiv. In Deutschland lief er von 2006 bis 2007 für den ASV Hamm 04/69 Handball in der 2. Bundesliga und von 2007 bis Mitte der Saison 2008/09 für die TSG Haßloch in der Regionalliga Südwest auf. Später spielte er in der Südbadenliga für TB Kenzingen.
Er spielte auf den Positionen Linksaußen sowie Rückraum Mitte.
Für Litauen bestritt er mindestens 110 Länderspiele, in denen er 410 Tore erzielte.